# Windpark Kaarst
Der Windpark Kaarst befindet sich nördlich der Bundesautobahn 52 im Norden des Stadtgebietes von Kaarst, an der Grenze zu Willich. Er besteht aus sechs Windenergieanlagen.

## Geschichte
Die ersten fünf Windenergieanlagen wurden 2006 von der Pommer & Schwarz ErneuerbareEnergienGesellschaft mbH projektiert und errichtet. Es handelt sich um Vestas V80-Windturbinen mit je 2,0 MW Leistung. Eigentümer der Anlagen ist die KGAL Investment Management GmbH & Co. KG. Die bereits geplante sechste Windenergieanlage konnte erst im Jahr 2008 errichtet werden. Hierfür musste der Standort dieser Anlage um 30 m Richtung Kaarst verschoben werden, in der ursprünglichen Planung hätte das Windrad zu Nahe an der Grenze zu Willich gestanden.

## Technik
Insgesamt haben die sechs Windenergieanlagen eine installierte Leistung von 12 MW.
| Baujahr | Anzahl | Typ            | Betreiber       | Nabenhöhe | Rotordurchmesser | Leistung pro Anlage |
| ------- | ------ | -------------- | --------------- | --------- | ---------------- | ------------------- |
| 2006    | 5      | Vestas V80-2MW | KGAL Investment | 95 m      | 80 m             | 2,0 MW              |
| 2008    | 1      | Vestas V80-2MW | KGAL Investment | 95 m      | 80 m             | 2,0 MW              |